# アレックス・ロス
アレックス・ロス（Alex Ross 、1970年1月22日 - ）は、アメリカ人のアメリカン・コミックス作家。作画家や脚本家としてのロスのスタイルはノーマン・ロックウェルやジョージ・ペレスの影響を受けていると言われており、コミックのアートを写実的に描くことで高く評価されている。しかし、ロスは非常に遅筆であるため、主にカバーアーティストとして活動することが多い。

## 生い立ち
アレックス・ロスは、オレゴン州ポートランドで生まれ、テキサス州ラボックで育つ。

## キャリア

### 1990年代
大学卒業後、ロスは広告代理店でストーリーボードのアーティストとして就職した。ロスの最初に出版されたコミックは、ロン・フォルティエによって書かれ、NOW Comicsによって出版された1990年の全5号のミニシリーズ「ターミネーター: ザ・バーニング・アース」であった。ロスは、このシリーズでペンシルから彩色まで、すべてを担当した。彼はその後数年間の様々なタイトルで同様の作業を行った。
1993年にDCコミックスの「スーパーマン: ドゥームズデイ&ビヨンド」のカバーアートを手掛けた。1996年には作家のマーク・ウェイドと一緒に、ミニシリーズ「キングダム・カム」の原案とアートを務めた。「キングダム・カム」ではスーパーマンをはじめとする時代遅れとされた古典的なスーパーヒーローと新世代のアンチヒーローの対決、その様子を無力な一般市民である第三者の視点を交えて描いている。この作品でリデザインされたスーパーマンは75周年の記念動画でも取り上げられ、キャラクターの長い歴史の中で重要な存在となった。

### 2000年代
2000年初頭に作家のジム・クルーガーと一緒に、ロスはマーベルのリミテッド・シリーズ、アースXユニバースX、パラダイスXの3部作のライターを務め、アートも手掛けた。　
M・ナイト・シャマランによる映画「アンブレイカブル」が2001年にビデオでリリースされたとき、DVDにはロスのオリジナルアートと、映画のボーナス・コンテンツとしてスーパーヒーローに関するロスによる解説が追加された。
2001年、ロスは2001年9月11日に起こったアメリカ同時多発テロ事件で救急車、警察、消防士などの肖像画を含む家族の恩恵を受ける特別コミックを手掛けたことで高く評価された。またTVガイドでテレビドラマ「ヤング・スーパーマン」の出演者であるトム・ウェリング、クリスティン・クルック、マイケル・ローゼンバウムの表紙を手掛けた。
ロスは2002年初頭に、2002年アカデミー賞のプロモーションポスターをデザインした。ロスは、アントラックスのアルバム「We've Come for You All」（2003年）、「Music of Mass Destruction」（2004年）、「Worship Music」（2011年）、「For All Kings」（2016年）のカバーアートをデザインした。
2005年にADヴィジョンから販売されたアニメ「科学忍者隊ガッチャマン」のDVDのカバーアートを手掛けた。

## 受賞とノミネート
- 受賞: 1994年アイズナー賞ベストカバーアーティスト部門

## ビブリオグラフィ

### DCコミックス
- Sandman Mystery Theatre Annual #1 (eight pages, among other artists) (1994)
- キングダム・カム ミニシリーズ #1–4 (1996)
- U.S. (a.k.a. Uncle Sam), miniseries, #1–2 (1997)
- スーパーマン: ピース・オン・アース (1998)
- バットマン: ウォー・オン・クライム (1999)
- Superman and Batman: World's Funnest (two pages, among other artists) (2000)
- Shazam!: Power of Hope (2000)
- ワンダーウーマン: スピリット・オブ・トゥルース (2001)
- Batman Black and White #2 (2002)
- JLA: Secret Origins (2002)
- アクション・コミックス #800 (one page, among other artists) (2003)
- JLA: Liberty and Justice (2003)
- The World's Greatest Super-Heroes, collected anthology (2005)
- ジャスティス リミテッド・シリーズ #1–12 (painting over Doug Braithwaite pencils, 2005–2007)
- JSA Kingdom Come Special: Superman (pencil art, colors by Alex Sinclair) (2009)

### ダイナマイト・エンターテインメント
- Kirby Genesis #0–3 (with Jack Herbert) (2011)
- Masks #1 (2012)
- Project Superpowers #1–8; vol. 2 #1–13 (2008–2010)

### エクリプス・コミックス
- Miracleman: Apocrypha #3 (nine page story) (1992)

### イメージ・コミックス
- Battle of the Planets #0.5 (pencils only, among other artists) (2002)

### マーベル・コミックス
- Captain America #600 (two pages, among other artists) (2009)
- Clive Barker's Hellraiser #17–18 (1992)
- Earth X #1–12 (backup text stories) (1999–2000)
- Marvels, miniseries, #0–4 (1994)

### ナウ・コミックス
- Terminator: The Burning Earth #1–5 (1990)

### カバーアート

#### DCコミックス
- Action Comics #871 (2009)
- Astro City:
  - Astra Special #1–2 (2009)
  - Astro City vol. 3 #1–46 (2013–2017)
  - A Visitors Guide (2004)
  - Beauty (2008)
  - Dark Age, Book One #1–4 (2005)
  - Dark Age, Book Two #1–4 (2007)
  - Dark Age, Book Three #1–4 (2009)
  - Dark Age, Book Four #1–4 (2010)
  - Dark Age 1: Brothers and Other Strangers (2008)
  - Local Heroes #1–5 (2003–04)
  - Samaritan (2006)
  - Silver Agent (2010)
  - Special #1 (2004)
- Batman #676–686 (2008–2009)
- Batman: Harley Quinn #1 (1999)
- Batman: Legends of the Dark Knight #100 (1997)
- Batman: No Man's Land #1 (1999)
- Black Adam: The Dark Age, miniseries, #1 (2007)
- Captain Atom: Armageddon (2005)
- Countdown to Infinite Crisis #1 (painting over Jim Lee pencils) (2005)
- Crisis on Multiple Earths #1, 3–4 (2002–2006)
- DC Comics Presents (Julius Schwartz tribute):
  - The Flash (2004)
  - Mystery in Space (2004)
- Detective Comics #860 (2010)
- Green Lantern vol. 4 #1 (variant cover)
- The Greatest Stories Ever Told:
  - Batman #1–2 (2005–2007)
  - Flash (2007)
  - Green Lantern (2006)
  - JLA (2006)
  - Joker (2008)
  - Shazam! (2008)
  - Superman #1–2 (2004–2006)
  - Superman/Batman (2007)
  - Wonder Woman (2007)
- History of the DC Universe (2002)
- Justice League of America vol. 2 #12; The Lightning Saga (2007–2008)
- JSA  #68–69, 72–81; Annual #1 (2005–2008)
- JSA Kingdom Come Special: Magog (2009)
- JSA Kingdom Come Special: The Kingdom (2009)
- Justice Society of America vol. 3 #1–26 (2007–2009)
- 9-11: The World's Finest Comic Book Writers & Artists Tell Stories to Remember #2 (2002)
- Space Ghost, miniseries, #1–6 (2005)
- Spectre vol. 3 #22 (1994)
- Supergirl vol. 4 #35
- Superman #675–683 (2008)
- Superman: Forever #1 (1998)
- Superman: Strength, miniseries, #1–3 (2005)
- Superman vs. the Flash (2003)

##### アメリカズ・ベスト・コミックス
- America's Best Comics Special #1 (2001)
- プロメテア #1 (1999)
- Tomorrow Stories #1 (1999)
- Tom Strong #1 (1999)
- トップ10 #1 (1999)

#### ダイナマイト・エンターテインメント
- A Game of Thrones #1–2 (2011)
- Avengers/Invaders, limited series, #1–12; Giant-Size #1 (2008–2009) (Marvel/Dyamite)
- Bionic Man #1–5 (2011)
- Black Terror #1–10 (2008–2009)
- Buck Rogers #1 (2010)
- Captain Victory #1–4 (2011–2012)
- Death-Defying' Devil #1–4 (2008–2009)
- Dragonsbane #1 (2012)
- The Green Hornet #1–12 (2010–2011)
- Kirby Genesis #1–4 (2011)
- Lord of the Jungle #1 (2012)
- Lone Ranger vol. 2 #1 (2012)
- Silver Star #1–3 (2011)
- Last Phantom #1–10 (2010–2012)
- Masquerade #2–4 (2009)
- Vampirella #1 (2010)
- Voltron #1–2 (2011–2012)

#### マーベル・コミックス
- The Amazing Spider-Man #568, 600 (2008–2009), vol. 4 #1 – present (2015–present)
- Captain America vol. 5 #34 (2008)
- Earth X #0 (1999)
- Captain Marvel vol. 3 #1, 3, 17 (2002–2003)
- Daredevil #500 (2009)
- Daredevil/Spider-Man, miniseries, #1–4 (2001)
- 4 (Universe X Special) #1 (2000)
- Guardians of the Galaxy vol. 3 #18 (2014)
- Guardians 3000 #1-Present (2014–Present)
- The Incredible Hulk #600 (2009)
- Invaders Now!, miniseries, #1–5 (2010–2011)
- Miracleman, reprint, #5 (variant cover) (2014)
- Spider-Woman, vol. 2 #1 (2009)
- The Torch miniseries #1–8 (2009–2010)
- Uncanny X-Men #500 (2008)
- Savage Hulk #1 (2014)
- Secret Wars #1–9 (2015)

#### 他の出版社
- Battle of the Planets #1–12 (2002–2003) (Image)
- Battle of the Planets/Thundercats (2003) (DC/Image)
- Battle of the Planets/Witchblade (2003) (Image)
- Call of Duty: Black Ops II "Origins" Downloadable Content Cover Art (2013)
- Life with Archie #37 (variant cover) (Archie Comics)
- Star Wars #1–20 (2013–2014) (Dark Horse)